# Brian Hart (ishockeyspelare)
Brian Hart, född 25 november 1993 i Cumberland, Maine, är en amerikansk professionell ishockeyspelare (forward).